# Liga Națională (Polonia)
Liga Națională, organizație politică secretă poloneză care a funcționat în toate trei părțile după împărțirea Poloniei și a fost creată pe 1 aprilie 1893 ca rezultat al transformării Ligii Poloneze. În conspirație a fost condusă din partea austriacă de către Roman Dmowski, reprezentant al aripii naționaliste. Scopul Ligii a fost formarea națiunii poloneze moderne – puternice, gata să se opună altor națiuni și să înfăptuiască misiunea istorică proprie. Liga aspira să creeze un stat uniform bazat pe o singură națiune și nega lupta claselor. A considerat activitatea minorităților naționale ca fiind un pericol. Stigmatiza oprimarea regimului țarist din Rusia și critica tabăra conciliatorilor pentru loialitatea lor față de Rusia. Activiștii ei priveau recâștigarea independenței ca scop de lungă durată. Organizația aceasta a publicat în Lviv „Przegląd Wszechpolski”.
Între anii 1908-1911 în Liga Națională a avut loc împărțirea din cauza cursului prorusesc al lui Dmowski (așa numitele Fronda și Secesja (Secesiunea)).
În 1928 Liga Națională a fost desființată și încadrată în structurile Partidului Național (Stronnictwo Narodowe).

## Alți activiști
- Zygmunt Balicki
- Józef Hłasko
- Jan Dołęga-Zakrzewski
- Władysław Jabłonowski
- Józef Kamiński
- Stanisław Kłobukowski
- Wojciech Korfanty
- Bolesław Koskowski
- Stanisław Kozicki
- Wacław Męczkowski
- Jan Ludwik Popławski
- Karol Raczkowski
- Franciszek Rawita-Gawroński
- Stefan Rowiński
- Teofil Waligórski
- Zygmunt Wasilewski [1]